# Club Nacional
O Club Nacional é um clube de futebol paraguaio da cidade de Assunção. Fundado em 5 de junho de 1904, em Cerro León y Paraguarí, Bairro Obrero.
É um dos clubes mais antigos do seu país. É conhecido pela alcunha "O Mais Querido" e também pelos apelidos "O Tricolor", "Nacional Querido" ou "A Academia".
Manda seus jogos no Estádio Arsenio Erico, cujo nome homenageia ao futebolista, Arsenio Erico revelado pelo clube e considerado como o melhor futebolista da história do futebol paraguaio. Como tem capacidade para apenas cinco mil pessoas, o Nacional manda suas partidas importantes e de copas internacionais no Estádio Defensores del Chaco.
Ao longo de sua história, soma nove títulos do Campeonato Paraguaio de Futebol. Participou de seis edições da Copa Libertadores da América, sem ter passado da fase de grupos até o ano de 2014, ano em que chegou até a final mas acabou sendo superado pelo San Lorenzo.

## História

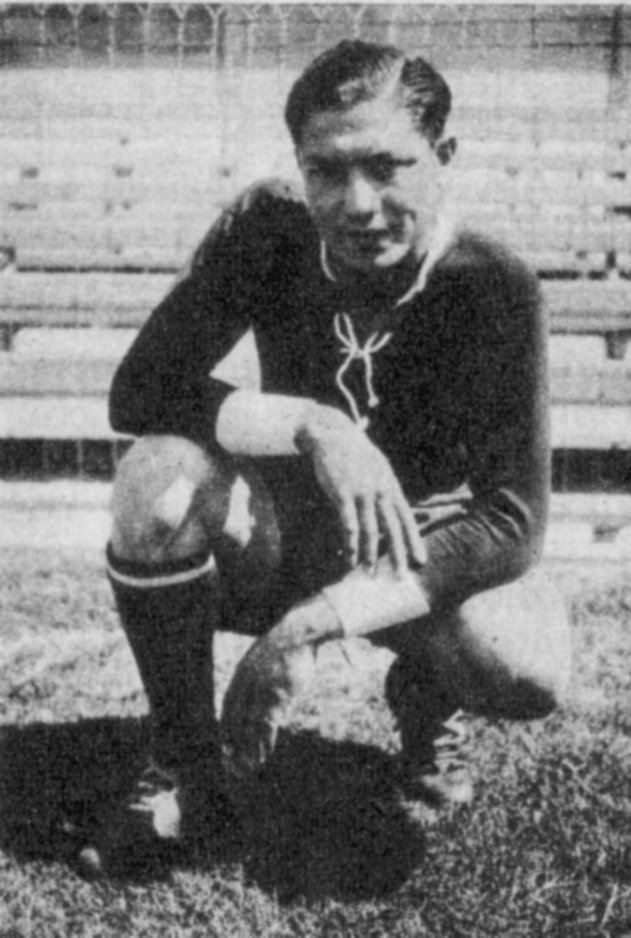
Revelado pelo Nacional, Arsenio Erico é considerado o maior jogador da história do Paraguai

Fundado em 1904, o Nacional conquistou seus primeiros títulos em pouco tempo, tendo faturado a Primeira Divisão do Campeonato Paraguaio em 1909 e 1911 (este de forma invicta). Treze anos depois, o clube voltaria a conquistar dois nacionais em três anos: 1924 e 1926.
Depois de passar a década de 1930 "em branco", o Nacional voltou a ser campeão paraguaio na temporada 1942, em um título lembrado pela presença do maior ídolo Arsenio Erico, emprestado pelo Independiente. Quatro anos depois, veio o sexto título paraguaio da história do Nacional.
No entanto, o clube vivenciou 65 anos de jejum sem grandes conquistas. Entre altos e baixos, o Nacional chegou até a cair para a Segunda Divisão algumas vezes. O fim da seca ocorreu com a conquista do Torneio Clausura de 2009. Nos anos seguintes, vieram mais dois títulos paraguaios, ambos no Torneio Apertura, nas temporadas 2011 e 2013. Em 2014, o maior momento de sua historia: a classificação para a final da Copa Libertadores, sendo o segundo clube paraguaio a conseguir este feito (Olimpia foi o outro).

## Títulos
| NACIONAIS | NACIONAIS                         | NACIONAIS | NACIONAIS                                                  |
| --------- | --------------------------------- | --------- | ---------------------------------------------------------- |
|           |                                   |           |                                                            |
|           | Competição                        | Títulos   | Temporadas                                                 |
|           | Campeonato Paraguaio              | 9         | 1909, 1911, 1924, 1926, 1942, 1946, 2009-C, 2011-A, 2013-A |
|           | Torneio República                 | 3         | 1942, 1944, 1946                                           |
|           | Campeonato Paraguaio - 2ª Divisão | 3         | 1979, 1989, 2003                                           |

### Campanha de Destaque
- Vice-campeão da Copa Libertadores da América de 2014